# کازوئو کوایکه
کازوئو کوایکه (به ژاپنی: 小池 一夫 Koike Kazuo) یک نویسنده مانگا پرکار (مانگاکا)، رمان‌نویس و کارآفرین اهل ژاپن است.